# Bryobia dianthi
Bryobia dianthi är en spindeldjursart som beskrevs av P. Mitrofanov och Sharonov 1983. Bryobia dianthi ingår i släktet Bryobia och familjen Tetranychidae. Inga underarter finns listade.